# فلوريانا ليما
فلوريانا ليما (بالإنجليزية: Floriana Lima)‏ (ولدت في 26 مارس 1981) ممثلة أمريكية عرفت عن دور «ماغي ساوير» على سوبرغيرل

## النشأة
ولدت ليما في سينسيناتي، أوهايو.

## روابط خارجية
- فلوريانا ليما على موقع IMDb (الإنجليزية)
- فلوريانا ليما على موقع ألو سيني (الفرنسية)
- فلوريانا ليما على موقع قاعدة بيانات الفيلم (الإنجليزية)
- فلوريانا ليما على موقع كينوبويسك (الروسية)
- florianalimaعلى تويتر.